# Zingiber longiligulatum
Zingiber longiligulatum là một loài thực vật có hoa trong họ Gừng. Loài này được Shao Quan Tong (童绍全, Đồng Thiệu Toàn) miêu tả khoa học đầu tiên năm 1987. Tên gọi thông thường trong tiếng Trung là 长舌姜 (trường thiệt khương), nghĩa là gừng lưỡi bẹ dài.

## Mẫu định danh
Mẫu định danh: S.Q.Tong & C.J.Liao 24873; thu thập ngày 10 tháng 8 năm 1983 ở cao độ 850 m, tọa độ khoảng 24°53′47″B 97°56′45″Đ / 24,89639°B 97,94583°Đ tại huyện Doanh Giang, tỉnh Vân Nam. Mẫu holotype lưu giữ tại Viện Thực vật Nhiệt đới Vân Nam (YNTBI), tức Vườn Thực vật Nhiệt đới Tây Song Bản Nạp, Vân Nam (HITBC).

## Từ nguyên
Tính từ định danh longiligulatum có nguồn gốc từ tiếng Latinh, bao gồm phó từ longe nghĩa là dài và tính từ ligulatum (giống đực: ligulatus, giống cái: ligulata) nghĩa là lưỡi, hình lưỡi; ở đây để nói tới lưỡi bẹ dài của loài này.

## Phân bố
Loài này có trong khu vực từ miền tây tỉnh Vân Nam (huyện Doanh Giang, châu tự trị Đức Hoành), Trung Quốc tới miền bắc Thái Lan (tỉnh Mae Hong Son) và Myanmar (vùng Sagaing). Môi trường sống là nền rừng ở những nơi ẩm ướt nhiều lá, ở cao độ khoảng 200–900 m.

## Phân loại
Z. longiligulatum được xếp trong tổ Cryptanthium.

## Mô tả
Cây thảo thẳng đứng. Thân giả cao 80–100 cm, đường kính 0,8–1 cm, gốc có bẹ không phiến lá màu tía-đỏ. Lưỡi bẹ nguyên, 4–5 cm, màu ánh xanh lục tới đỏ, có lông tơ màu trắng, dạng màng, khô xác; bẹ lá màu ánh xanh lục tới đỏ có sọc dọc; cuống lá 5–10 mm; phiến lá hình mác hoặc hình mác hẹp-hình elip, 40-50 × 10–11 cm, mặt gần trục nhẵn nhụi màu xanh lục, mặt xa trục màu ánh xanh lục, có lông tơ màu trắng, đáy hẹp thon nhỏ dần, đỉnh nhọn thon. Cụm hoa mọc từ thân rễ, thuôn dài; cành hoa bông thóc 4-4,5 × 2-2,4 cm; cuống cụm hoa 2–6 cm, vảy màu ánh xanh lục, có lông tơ; lá bắc xếp lợp lỏng lẻo, hình mác hẹp, 4-4,5 × 0,8-0,9 cm, màu từ ánh xanh lục tới vàng, hồng hay đỏ sẫm, có lông tơ màu trắng, đỉnh nhọn thon; lá bắc con hình ống, 3,8-4,2 cm. Đài hoa hình ống, 2-2,3 cm, dạng màng màu trắng, có lông măng, đỉnh 3 răng. Ống tràng hoa 3,8-4,2 cm, phần trên đỉnh màu ánh vàng rậm lông tơ, phần dưới có lông măng màu gần trắng; các thùy dài bằng nhau, màu ánh vàng, nhẵn nhụi; thùy tràng lưng thẳng-hình mác, 2,8-3,2 × ~0,3 cm, các thùy tràng bên rộng 2 mm. Cánh môi màu ánh vàng, giống lưỡi bẹ, ~3 × 1 cm, đỉnh nguyên; không có thùy bên (nhị lép bên). Nhị dài ~2,4 cm, không chỉ nhị. Bao phấn không cuống, màu trắng tới vàng, mô vỏ bao phấn dài ~1,7 cm; phần phụ liên kết màu da cam, nhẵn nhụi, dài ~8 mm. Bầu nhụy rậm lông tơ màu nâu; vòi nhụy thẳng màu trắng; đầu nhụy màu gần trắng, có lông rung. Tuyến trên bầu thẳng, dài ~4 mm. Quả màu đỏ. Ra hoa tháng 8.
Tương tự như Z. atrorubens, nhưng khác ở chỗ lưỡi bẹ dài (4–5 cm so với 0,6 cm) với đỉnh nguyên (so với 2 thùy), lá bắc hình mác hẹp (so với hình trứng thuôn dài hoặc hình mác) và cánh môi giống như lưỡi bẹ (so với cánh môi hình mác-hình xoan).